# Vittorio Colao
Vittorio Colao (né le 3 octobre 1961 à Brescia) est un homme d'affaires italien et est PDG de Vodafone de 2008 à 2018. Il est ministre pour l'Innovation technologique et la Transition numérique au sein du gouvernement Draghi depuis le 13 février 2021. 

## Carrière
Diplômé de l'Université Bocconi et de la prestigieuse Université Harvard a commencé sa carrière chez McKinsey, Morgan Stanley et dans le secteur de l'édition. Au milieu des années 1990, il s'est tourné vers l'industrie des communications mobiles. Chez l'opérateur mobile italien Omnitel (aujourd'hui Vodafone Italia S.p.A), Colao a été Directeur de l'exploitation de 1996 à 1999, puis PDG jusqu'en juillet 2004. Il a ensuite rejoint le groupe de médias italien RCS MediaGroup et le groupe Allianz en Italie. À partir d'octobre 2006, Colao était directeur européen de Vodafone et à partir du 29 juillet 2008, il est devenu PDG de la société.
Le salaire de base de Colao pour son travail chez Vodafone est de 932000 euros en 2009, plus une prime de 881000 euros et d'autres paiements, par ex. sous la forme d'options d'achat d'actions. Au total, il y avait plus de 2 264 000 euros  de droits à salaire pour l'année. En 2011, ces droits à salaire se sont élevés à 14,25 millions d'euros. Cela a fait de Colao l'un des dix meilleurs revenus en Europe. En 2018, Colao a annoncé sa retraite en tant que PDG de Vodafone.
Il rejoint le gouvernement Draghi en 2021.